# Pío Escalera
Pío Escalera y Blanco (Gijón, 1857-Madrid, 1941) fue un pintor y dibujante español.

## Biografía
Habría nacido en Gijón en 1857. Sus dibujos y paisajes al óleo fueron elogiados por la prensa ya desde joven. En 1880 emprendió un viaje por Asturias, comisionado por una casa editorial, y los apuntes hechos entonces le sirvieron para ilustrar la obra Recuerdos de Asturias, de Evaristo Escalera, comenzada a publicar en 1882. Fue caballero de la cruz de Cristo de Portugal. Fue premiado con medalla de mérito en la Exposición Literario-Artística de 1884 a 1885, y por el Ayuntamiento de Oviedo en el mismo certamen. En la Exposición Nacional de Bellas Artes, celebrada en Madrid en 1887, presentó una marina. Habría fallecido en Madrid en 1941.